# Ulrich von Liechtenstein

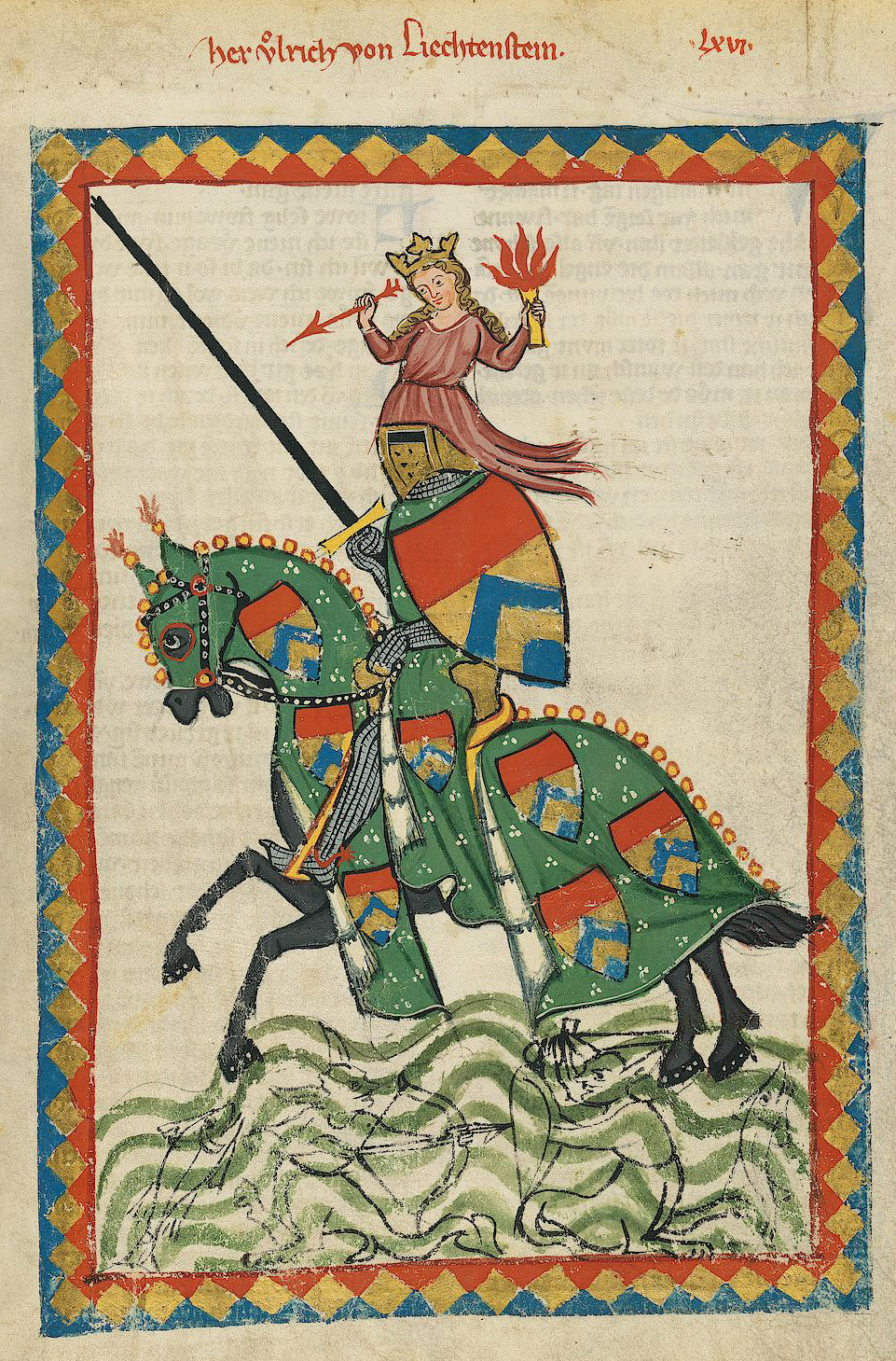
Retrato de Ulrich en el Codex Manesse; Ulrich está aquí representado como caballero en un torneo, disfrazado de la dama Venus (con una flecha de amor y una antorcha). Viajando así disfrazado había emprendido un largo viaje.

Ulrich von Liechtenstein, también Lichtenstein (1200 – 1278), fue un noble, caballero, político y minnesänger medieval, que escribió en alto alemán medio.

## Biografía
Nació en 1200 en Murau, ubicada en la actualidad en Austria. Después de la formación noble usual como paje y escudero del margrave Heinrich de Istria, fue nombrado caballero por el duque Leopoldo VI de Austria en 1223. Líder de la nobleza de Estiria, intervino en la absorción de Estiria por el Imperio Habsburgo, y se convirtió en gobernador de Estiria. Aparece mencionado como senescal de Estiria (1244-1245) y como mariscal (1267-1272). Fue propietario de tres castillos, uno de ellos en Lichtenstein, cerca de Judenburg.
De los años 1227 a 1274 aparece mencionado en 95 documentos. Gran parte de su vida permanece sin documentar. Es posible que fuera uno de los nobles de Estiria que fueron apresados por el rey Otakar II de Bohemia en 1269. Murió en 1278 y fue enterrado en Seckau.

## Obras

### Frauendienst — Servicio a la Dama
Ulrich es famoso por su colección de poesía supuestamente autobiográfica Frauendienst (Servicio a la Dama). Escribe con él mismo como un protagonista que realiza hazañas en honor de mujeres nobles casadas, según las convenciones del casto amor cortés. El protagonista se embarca en dos notables búsquedas. En la primera, viaja desde Venecia hasta Viena disfrazado de Venus, la diosa del amor. Compite en justas y torneos y desafía a todos los caballeros que se encuentra en un duelo en honor de su dama. Rompe 307 lanzas y derrota a todos los que se acercan. La dama, sin embargo, en su mayor parte desdeña sus afectos y exige más hazañas e incluso la mutilación por el honor de sostener su mano. En la segunda búsqueda, asume el papel del rey Arturo, con sus seguidores haciéndose personajes de la Mesa Redonda. Acabó la colección en 1255.

### Frauenbuch
Frauenbuch era un diálogo, publicado en 1257, en el que se lamenta por la decadencia del cortejo caballeresco.

## Cultura popular
El héroe de la película del año 2001 A Knight's Tale, interpretado por Heath Ledger, asume el título de «Ulrich von Liechtenstein» cuando se hace pasar por caballero. Como «invicto» en las justas, este era un nombre que merecía la pena asumir. Sin embargo, el personaje manifiesta que viene de Güeldres (Gelderland), que no está en Austria sino más bien en los Países Bajos. Igualmente, la película se ambienta en la segunda mitad del siglo XIV, no en el XIII.